# Secret of my heart
Secret of my heart – trzeci singel japońskiej piosenkarki Mai Kuraki, wydany 26 kwietnia 2000 roku. Utwór tytułowy został użyty jako 9 ending (odc. 180–204) anime Detektyw Conan. Singel osiągnął 2 pozycję w rankingu Oricon i pozostał na liście przez 16 tygodni, sprzedał się w nakładzie 968 980 egzemplarzy. Singel zdobył status Milion.

## Lista utworów
| Nr | Tytuł                                                     | Słowa      | Kompozycja | Aranżacja                              | Czas |
| -- | --------------------------------------------------------- | ---------- | ---------- | -------------------------------------- | ---- |
| 1. | "Secret of my heart"                                      | Mai Kuraki | Aika Ōno   | Cybersound                             | 4:24 |
| 2. | "This is your life"                                       | Mai Kuraki | Aika Ōno   | Cybersound                             | 4:08 |
| 3. | "Secret of my heart ~runnin'around at the "village" Mix~" | Mai Kuraki | Aika Ōno   | Cybersound Remixed by Division of Mark | 6:44 |
| 4. | "Secret of my heart" (Instrumental)                       |            | Aika Ōno   | Cybersound                             | 4:24 |

## Notowania
| Lista                        | Pozycja |
| ---------------------------- | ------- |
| Oricon Weekly Singles Chart  | 2       |
| Oricon Monthly Singles Chart | 9       |
| Oricon Yearly Singles Chart  | 16      |